# یانیک نوآه
 یانیک نوآه (انگلیسی: Yannick Noah؛ زاده ۱۸ مهٔ ۱۹۶۰) یک موسیقی‌دان اهل فرانسه است.